# Peucedanum ecklonis
Peucedanum ecklonis är en flockblommig växtart som beskrevs av Wilhelm Gerhard Walpers. Peucedanum ecklonis ingår i släktet siljor, och familjen flockblommiga växter. Inga underarter finns listade i Catalogue of Life.